# Rémi Taffin
Rémi Taffin (Francia; 14 de marzo de 1975) es un ingeniero francés que es el director técnico de la firma francesa Oreca. Anteriormente fue director técnico de motores del equipo francés de Fórmula 1 Alpine y Renault.
Se graduó en ingeniería mecánica en la École supérieure des técnicas aéronautiques et de construcción automóvil (ESTACA). Taffin comenzó su carrera en el automovilismo cuando se convirtió en ingeniero de carreras en 1998 en el equipo Signature de Fórmula 3. Al año siguiente, consiguió un trabajo en Renault y trabajó con sus clientes como Arrows, Benetton Formula, British American Racing (BAR) y Renault F1. Hasta 2009, Taffin fue ingeniero de carreras de Fernando Alonso, Jenson Button, Heikki Kovalainen, Jos Verstappen y Ricardo Zonta, entre otros.
Estuvo involucrado cuando el piloto Fernando Alonso y el equipo ganaron los campeonatos de pilotos y constructores en las temporadas 2005 y 2006. En 2009, se convirtió en jefe de rendimiento de motores en las carreras y trabajó con los equipos que usaban motores Renault, incluido Red Bull Racing, que ganó cuatro campeonatos consecutivos de pilotos y constructores (2010-2013). En 2014 fue ascendido a COO de los fabricantes de motores de Renault y dos años más tarde fue nombrado técnico, cargo que dejó en junio de 2021.
En diciembre de 2021, Taffin comenzó como director técnico de Oreca.